# Vor Frue Kirke (Oksbøl Sogn)
 For alternative betydninger, se Vor Frue Kirke. (Se også artikler, som begynder med Vor Frue Kirke)
Vor Frue Kirke er en kirke i Oksbøl Sogn, der ligger i Sønderborg Kommune.
Vor Frue Kirke er en romansk kirke fra 1100-tallet, dog med tårn og våbenhus opført i gotisk stil fra 1400-tallet. Prædikestol fra omkring 1626 og trædøbefont fra ca. år 1700.

## Ekstern henvisning
- Oksbøl Sogn
- Vor Frue Kirke hos KortTilKirken.dk
- Vor Frue Kirke hos danmarkskirker.natmus.dk (Danmarks Kirker, Nationalmuseet)

- Wikimedia Commons har flere filer relateret til Vor Frue Kirke (Oksbøl Sogn)